# 三輪站
三輪站（日语：／ Miwa eki */?）是位於奈良縣櫻井市大字三輪，西日本旅客鐵道（JR西日本）櫻井線（萬葉Mahoroba線）的車站。

## 歷史
- 1898年（明治31年）5月11日 - 奈良鐵道（日语：奈良鉄道）京終站至櫻井站之間開通，此站啟用[1]。
- 1905年（明治38年）2月7日 - 關西鐵道與奈良鐵道合併，成為關西鐵道車站[1]。
- 1907年（明治40年）10月1日 - 鐵路國有化（日语：鉄道国有法），成為帝國鐵道廳車站[1]。
- 1909年（明治42年）10月12日 - 制定路線名稱，成為櫻井線車站[1]。
- 1987年（昭和62年）4月1日 - 伴隨國鐵分割民營化，車站由西日本旅客鐵道（JR西日本）營運[1]。
- 2005年（平成17年）3月1日 - 此站開始可以使用IC卡「ICOCA」。設置IC卡專用簡易閘機。
- 2008年（平成20年）11月29日 - 已經營業長年的Kiosk在當日後結業。
- 2010年（平成22年）3月13日 - 制定路線愛稱為「萬葉Mahoroba線」。
- 2019年（平成31年）2月7日 - 站前公廁落成[2]。

## 車站構造
車站是一座地面車站，設有2面2線的相對式月台。月台可容納6卡列車。車站大樓位於1號月台（上行）側，兩月台之間設有跨線橋連接。廁所位於閘口內。
此站是由王寺鐵道部管理的無人車站，在特定日期會有來自日本鐵道OB會的飛鳥分部前往此站成為志願者負責車站業務。站內設有簡易型按鈕式自動售票機及IC卡專用簡易自動閘機。
在多客繁忙時期，2號月台北邊會開設下車專用的臨時出閘口。車站大樓左右兩邊也設有臨時閘口。

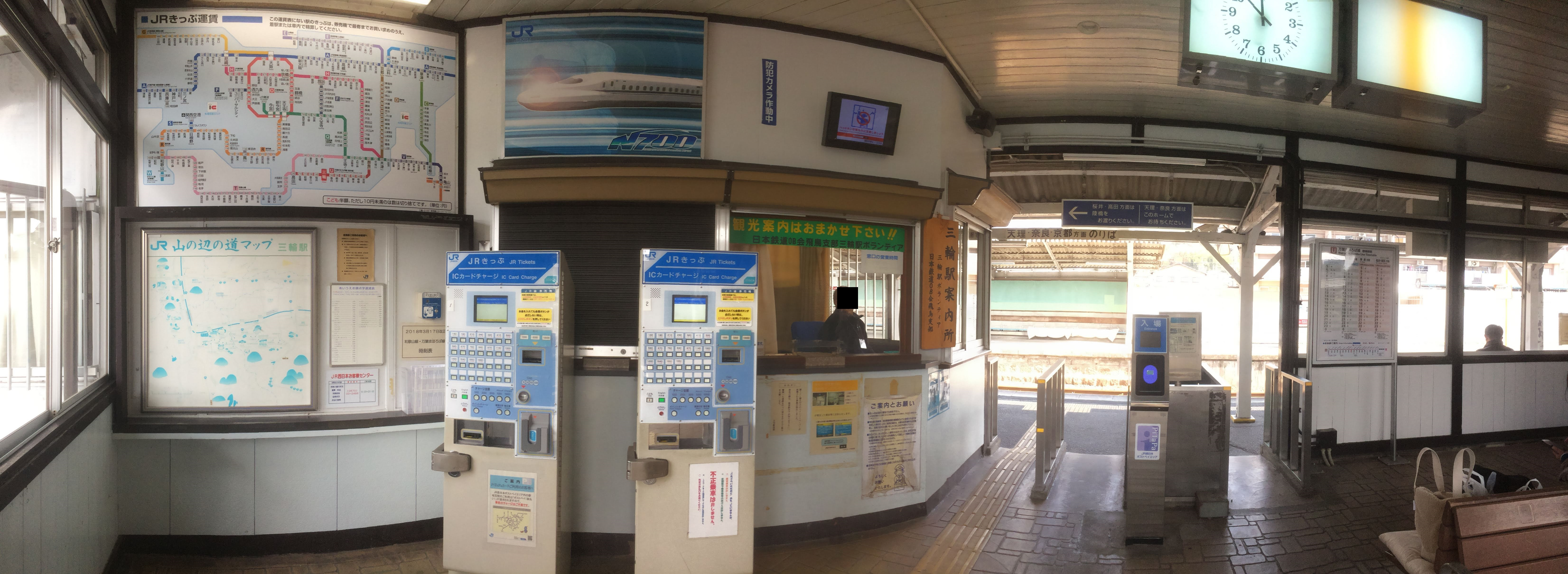
有人車站時的車站大樓內
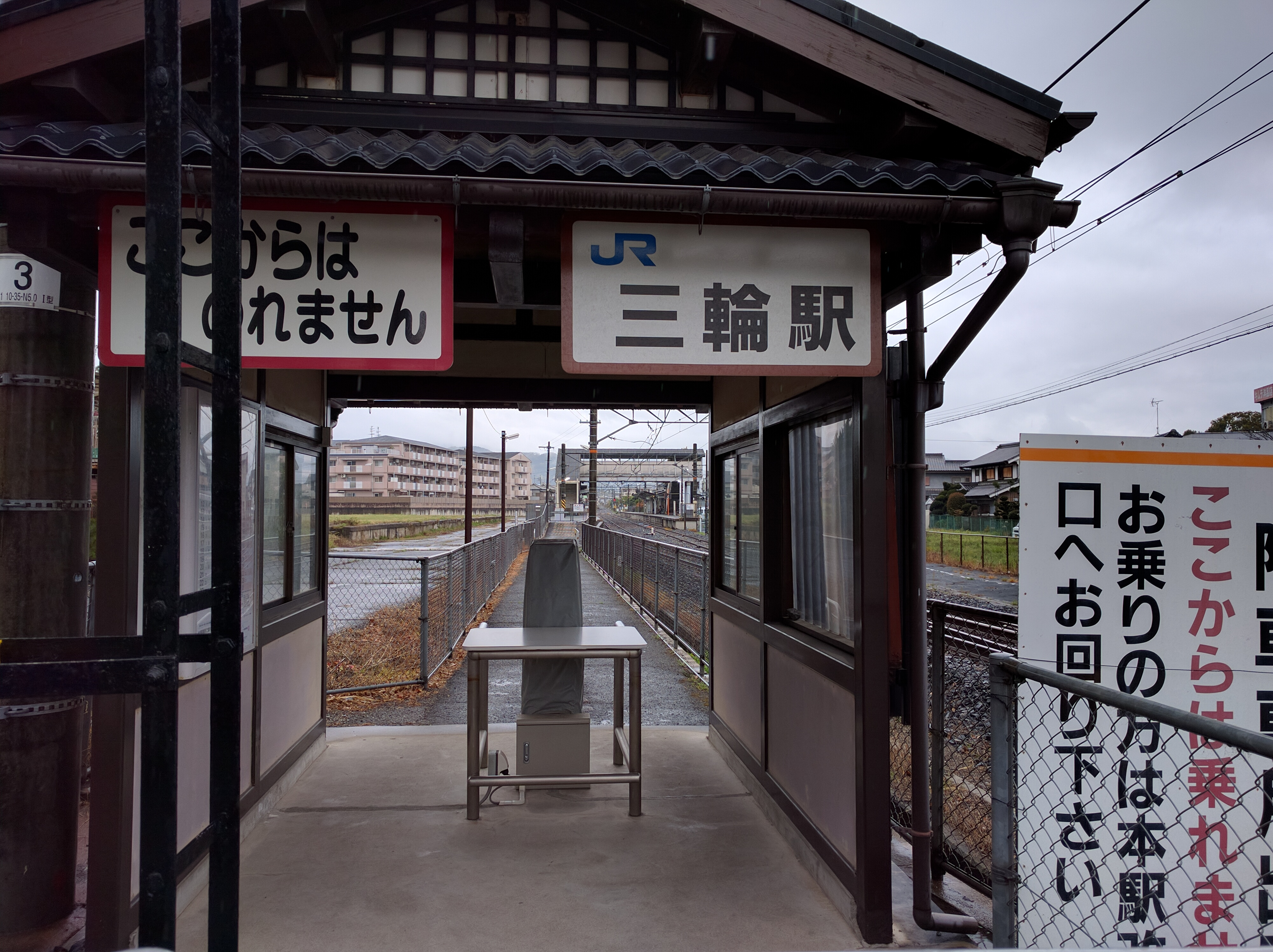
臨時檢票口

### 月台
| 月台 | 路線           | 上下行 | 方向           |
| ---- | -------------- | ------ | -------------- |
| 1    | 萬葉Mahoroba線 | 上行   | 天理、奈良方向 |
| 2    | 萬葉Mahoroba線 | 下行   | 櫻井、高田方向 |

- 上述的路線名稱是使用旅客資訊上的名稱（愛稱）。

## 使用狀況
根據「奈良縣統計年鑑」，以下為近年1日平均乘車人次列表：
| 年度   | 1日平均 乘車人次 |
| ------ | ---------------- |
| 2005年 | 511              |
| 2006年 | 554              |
| 2007年 | 545              |
| 2008年 | 542              |
| 2009年 | 563              |
| 2010年 | 614              |
| 2011年 | 595              |
| 2012年 | 660              |

周邊的住宅較多，加上近年的廣告宣傳下，假日的使用人次較多。在年尾年首與月次祭（毎月1日），以及在大神神社舉行活動時會有許多乘客使用此站，當日會開設臨時閘口和臨時通道。
此站最接近大神神社，在正月會有許多初詣客到訪。因此，在年尾年初，於櫻井線內會安排通宵臨時列車班次。曾經有一段時間會設有閉塞區間來往櫻井站至此站之間。

## 車站周邊
- 大神神社[1]
- 山邊之道（日语：山辺の道）
- 日本郵便 三輪郵局

站前經常有的士候客。

## 其他
在JR大阪環狀線鶴橋站外回月台上的大神神社電子廣告牌中，表示最近大神神社的車站不是此站，而是近鐵大阪線櫻井站。

## 相鄰車站
西日本旅客鐵道
 萬葉Mahoroba線（櫻井線）
■快速（經高田站直通大和路線）、■普通
卷向－三輪－櫻井

## 注腳
1. 1 2 3 4 5 6 7  曾根悟（監修）. 朝日新聞出版分冊百科編集部（編集） , 编. . 週刊朝日百科. 42号 阪和線・和歌山線・桜井線・湖西線・関西空港線. 朝日新聞出版. 2010-05-16: 22–23 （日语）.
2. ↑  . 毎日新聞. 2019-02-11  [2019-05-05]. （原始内容存档于2021-10-02） （日语）.

## 外部連結
- 三輪｜車站資訊：JR出門網 - 西日本旅客鐵道（日語）